# Hal B. Wansley-elektriciteitscentrale
De Hal B. Wansley-elektriciteitscentrale is een thermische elektriciteitscentrale in Carrollton (Georgia) in de Verenigde Staten. De centrale heeft een 305m hoge schoorsteen. De centrale is gebouwd in 1976.